# Tina Sinatra
Christina Sinatra, mais conhecida como Tina Sinatra (20 de junho de 1948) é uma produtora de filmes e atriz estadunidense.
É a filha mais nova de Frank Sinatra. Sua mãe, Nancy Barbato Sinatra, se divorciou de Frank Sinatra quando ela tinha três anos de idade.
Participou de vários episódios de seriados na televisão, que foram exibidos entre 1969 e 1972, e também na série A Ilha da Fantasia.
Foi produtora executiva do filme Sinatra em 1992. Em 2004 coordenou a reedição do controverso filme The Manchurian Candidate. Ela é também co-autora (com Jeff Coplon) de um livro de memórias sobre seu pai, intitulado My Father's Daughter (Simon & Schuster, 2000).
É madrinha de Kimberly Stewart.

## Filmografia - como atriz
- 1977 - A Ilha da Fantasia
- 1972 - Mannix
- 1972 - Adam-12
- 1970 - McCloud
- 1969 - Romeo und Julia 70
- 1968 - It Takes a Thief

## Filmografia - como produtora
- 2004 - The Manchurian Candidate
- 1992 - Sinatra